# Giorgi Baramidse

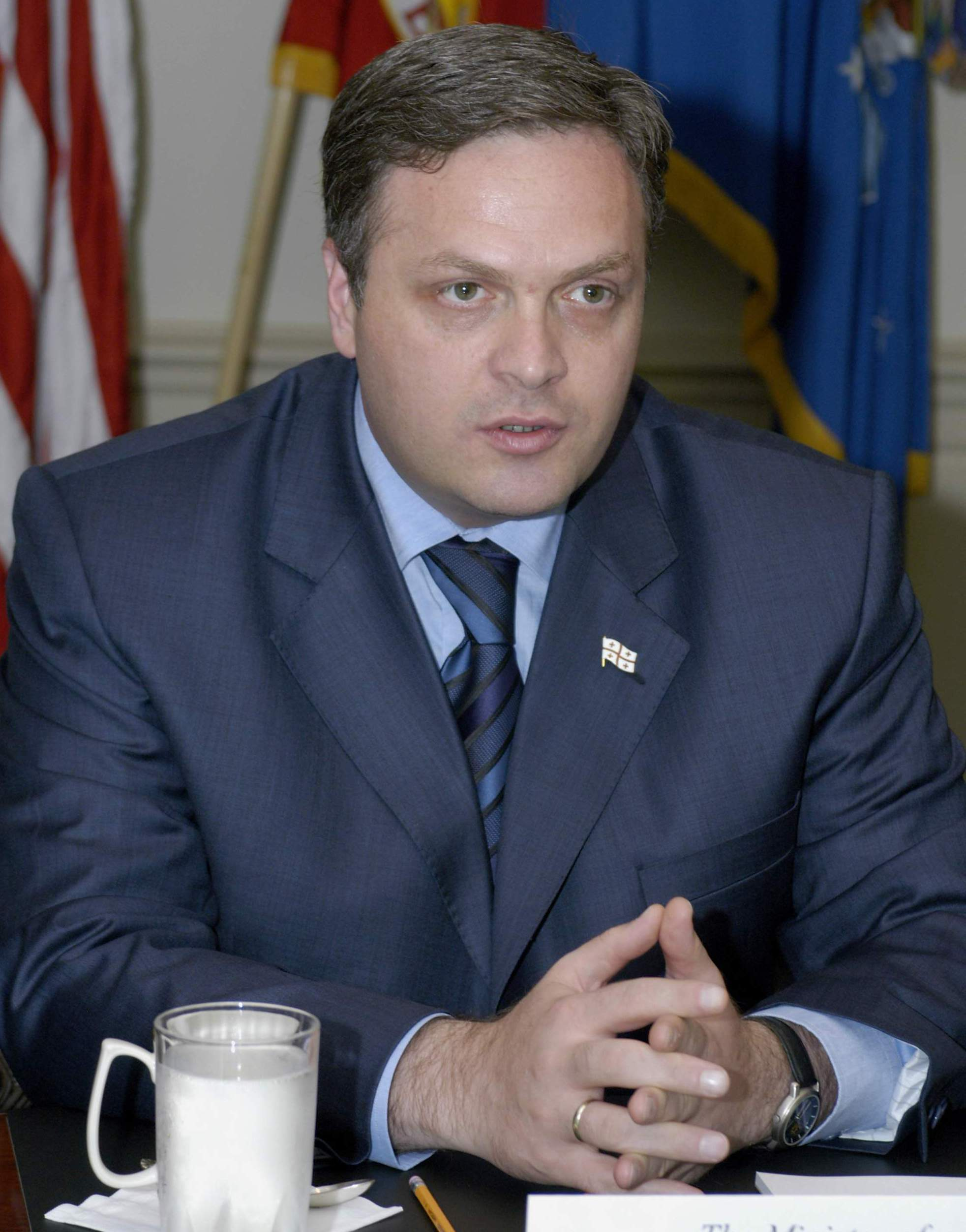
Giorgi Baramidse (2004)

Giorgi Baramidse (georgisch გიორგი ბარამიძე; * 5. Januar 1968 in Tiflis) ist ein georgischer Politiker (Nationale Bewegung - Demokraten). Der Chemietechnologe war vom 10. Juni bis zum 14. Dezember 2004 Verteidigungsminister Georgiens. Vom 15. Dezember 2004 bis zum 24. August 2012 war er Vize-Premierminister und Staatsminister für euro-atlantische Integration.

## Leben
Baramidse studierte Chemietechnologie am Georgischen Polytechnischen Institut in Tiflis, war Ende der 1980er-Jahre Mitbegründer und Anführer der dortigen Studentenbewegung. 1992 schloss er das Studium als Ingenieur ab. 1995 studierte er am George Marshall European Centre for Security Studies in Garmisch-Partenkirchen. 1998 und 1999 war er wissenschaftlicher Mitarbeiter am Institute for the Study of Diplomacy (ISD) an der Georgetown University in Washington, D.C.
1990 war Baramidse Mitgründer der Grünen Partei Georgiens, 1991 und 1992 ihr Geschäftsführer. 1993 vereinigte er sich mit seiner Partei und den Gefolgsleuten Präsident Eduard Schewardnadses zur Georgischen Bürgerunion, wurde ihr stellvertretender Vorsitzender. 1995 und 1996 amtierte er als Generalsekretär. 2002 wechselte er zur Oppositionspartei Vereinigte Demokraten und wurde dort in den Vorstand unter Surab Schwania gewählt.
Von 1992 bis 2003 gehörte er über drei Legislaturperioden dem georgischen Parlament an. Er war Schriftführer des parlamentarischen Ausschusses für Menschenrechte und nationale Minderheiten (1992–1995), Vorsitzender des Untersuchungsausschusses Korruption (1995–1999) und Vorsitzender des Verteidigungsausschusses (1999–2003). 1996 wurde er Fraktionsvorsitzender der Bürgerunion, im Mai 2002 Fraktionsvorsitzender der neu gegründeten Vereinigten Demokraten.
Im November 2003 errang er als Kandidat der Burdschanadse-Demokraten ein Direktmandat im Wahlkreis Tiflis-Didube. Am 17. Februar 2004 wählte ihn das Parlament auf Vorschlag Präsident Micheil Saakaschwilis zunächst zum Innenminister. Baramidse war führend an der Lösung des Konflikts mit Adscharien beteiligt, der zur Ablösung des Machthabers Aslan Abaschidse führte. Am 10. Juni 2004 wurde er Verteidigungsminister seines Landes. Am 15. Dezember 2004 ernannte ihn Präsident Saakaschwili zum Vizepremier und Staatsminister für euro-atlantische Integration. Nach dem Tod Surab Schwanias war er vom 3. bis 17. Februar 2005 amtierender Premierminister Georgiens. Von 2012 bis 2016 war er erneut Mitglied des georgischen Parlaments.
Baramidse gilt als scharfer Kritiker der russischen Politik im Südkaukasus. Im Dezember 2000 erklärte er, Georgien müsse alles tun, um die Kooperation mit der NATO auszuweiten, auch wenn das Russland verärgern würde.
Baramidse ist verheiratet und hat eine Tochter. Er spricht Englisch, Russisch und Französisch.